# Sapta vyahrita
Sapta vyahrita is een pranayama (ademhalingstechniek) in yoga waarbij er sprake is van een door mantra's gereguleerde ademhaling. Pranayama's hebben in yoga een tweeledig nut: de toevoer van zuurstof naar de hersenen en het voorzien van het lichaam van prana, ofwel levensenergie.
Een mantra is een lettergreep waarvan de geluidstrilling in het causale en astrale universum zou bestaan. Veel yogi's hechten veel waarde aan mantra yoga, gezien de mantra's tot stilte zouden leiden en een meditatieve staat op zouden leveren. Om wordt ook wel de moeder van alle mantra's genoemd of de oerklank van de schepping. Het staat ook symbool voor wijsheid, omdat het de trillingsklank van Sri Brama is.
Bij de uitvoering van sapta vyahrita worden er een aantal mantra's in gedachten gezongen. Elke mantra duurt even lang als de ademhaling. In de adempauze (kumbhaka) wordt de betreffende mantra nogmaals drie keer in gedachten gezongen. Bij de uitademing volgen er nog eens twee mantra's. Tijdens deze adempauze wordt de mantra nog eens zeven keer herhaald. Bij deze pranayama gaat het om de volgende mantra's:
- Ohm bhub (of bhu = aarde)
- Ohm bhuwah (of bhuvah = atmosfeer)
- Ohm swaha (of suvah = hemel)
- Ohm manah (of maha = kosmische geest)
- Ohm janah (janah = gelukzaligheid)
- Ohm tapah (tapah = kracht)
- Ohm Satyam (satyam = waarheid)[1][2]

Volgens Bala Sahib, de Radja van Aundh, zouden de mantra's voor veel Westerlingen duister, kinderachtig of niet zinvol lijken. De radja, die bekend is om zijn aandeel in de verspreiding van de Zonnegroet, had echter de mening dat de stembanden evenveel baat bij beweging hebben als de spieren in het lichaam.
Volgens Goswami Kriyananda zou het nut van sapta vyahrita zijn, dat het dwalen van de gedachten ermee stopt en overgaat naar een concentratie. Ook zoude de intellectuele vermogens verbeterd worden. Iemand die kwakkelt met de gezondheid moet voorzichtig zijn met alle pranayama's waar kumbhaka bij wordt toegepast.
volledige ademhaling · middenrifademhaling · flankademhaling · sleutelbeenademhaling · mondademhaling · neusademhaling

abhyantara bahya stambha vritti · activerende ademhaling · agni prasana · anuloma · anuloma viloma · bhastrika · brahmari · chandra bhedana · chatur mukhi · dirgha sukshma · kapalabhati · kevala kumbhaka · kumbhaka · murcha · nadi sodhana · ohm sahita rechaka · plavini · prachhardana · prana apana samyukta · pratiloma · sahita kumbhaka · sama vritti · samanu · sapta vyahrita · sargarbha sahita kumbhaka · sarva dwara baddha · sithali · sitkari · stambha vritti · sukha purvaka · suksama shwasa prashwasa · surya bhedana · tri bandha kumbhaka · ujjayi · vaya viya kumbhaka · viloma · visama vritti